# Pandemia de COVID-19 na Chéquia
A pandemia de COVID-19 teve seus três primeiros casos confirmados na Chéquia em 1 de março de 2020. Em 12 de março, o governo declarou estado de emergência, pela primeira vez na história moderna do país para todo o território nacional. No final de 15 de março, o primeiro-ministro do país, Andrej Babiš, declarou uma quarentena em todo o país, de 16 a 24 de março, com algumas exceções, afetando quase 11 milhões de pessoas.